# Експлоатација злата
Експлоатација злата представља глобалну делатност која се одвија на свим континентима осим на Антарктику. Рудници за експлоатацију злата варирају у типу и величини.

## Историја
Немогуће је знати тачан датум када су људи први пут почели да копају злато, али неки од најстаријих познатих златних артефаката нађени су у Варна некрополи у Бугарској . Гробови некрополе саграђени су између 4700. и 4200. године пре нове ере, што указује да би вађење злата могло бити старо најмање 7000 година. Група немачких и грузијских археолога тврди да је налазиште Сакдриси на југу Грузије, које датира из 3. или 4. миленијума пре нове ере, можда најстарији познати светски рудник злата.
Златних предмета из бронзаног доба има много, посебно у Ирској и Шпанији, а постоји неколико познатих могућих извора. Римљани су користили методе хидрауличког ископавања, као што су шишање и испирање земље у великом обиму за вађење злата из обимних алувијалних (лабавих седимената) лежишта, попут оних у Лас Медуласу. Ископавање је било под контролом државе, али рудници су можда нешто касније уступљени цивилним извођачима. Злато је служило као примарни медиј размене унутар царства и био је важан мотив у римској инвазији на Британију од стране Клаудија у првом веку нове ере, мада постоји само један познати римски рудник злата у Долаукоти у западном Велсу. Злато је била главна мотивација за кампању у Дацији када су Римљани напали Трансилванију у данашњој модерној Румунији у другом веку нове ере. Легијом је управљао цар Трајан, а њихови подвизи приказани су на Трајановој колони у Риму и на неколико репродукција колоне другде (попут музеја Викторије и Алберта у Лондону ). Под владавином цара Јустинијана у Источном римском царству, злато се вадило на Балкану, Анатолији, Јерменији, Египту и Нубији.
На подручју златних поља Колар у Бангарпет Талуку, у округу Колар, држави Карнатака, у Индији, злато је прво откопавано пре другог и трећег века нове ере копањем малих јама. (Златни предмети пронађени у Харапи и Мохењо-дару повезани су са Коларом анализом нечистоћа - нечистоће укључују 11% концентрације сребра која се налази само у руди КГФ). Гребен Шампиона на златним пољима Колара експлоатисан је до дубине од 50 m (160 ft) током периода Гупта у петом веку нове ере. Током периода Коле у 9. и 10. веку нове ере, размера операције је расла. Метал су даље ископавали краљеви Јужне Индије једанаестог века, Вијајанагара царство од 1336. до 1560. године, а касније Типу Султан, краљ државе Мисоре и Британци. Процењује се да је укупна производња злата у Карнатаки до данас 1000 тона.
Ископавање мађарског лежишта (данашња Словачка), пре око Кремнице, било је највеће у средњовековном периоду у Европи.
Рудник Карлин тренд у Невади у САД откривен је 1961. године. Званичне процене говоре да је укупна светска производња злата од почетка цивилизације 6.109.928.000 ozt (190.040,0 t), укупна производња злата у Невади износи 2,5% од тога, што је Неваду сврстало у један од примарних региона за производњу злата на Земљи.
Од 2017. године, највећи светски произвођач злата до сада била је Кина са 429,4 тоне у тој години. Други највећи произвођач, Аустралија, исте је године ископала 289,0 тона, а следи Русија са 273 тоне.
Упркос опадању концентрације злата у руди, производња се повећава. То се може постићи индустријским инсталацијама и новим процесима, попут хидрометалургије .

## Методе експлоатације злата

### Експлоатација злата методом испирања
Експлоатација испирањем је техника којом се злато нагомилано у седиментом лежишту извлачи. Депозитни слојеви се састоје од релативно растреситог материјала, тако да већина средстава за његово вађење укључује употребу воде.

#### Испирање рударским судом
Испирање рударским судом је ручна техника одвајања злата од других материјала. Широки плитки суд напуњен је песком и шљунком који могу садржати злато. Суд је потопљен у воду и протрешен, разврставајући злато од шљунка и другог материјала. Како је злато много гушће од осталог материјала, брзо слеже на дно суда. Материјал за испирање рударским судом се обично узима из корита потока, често на унутрашњем завоју у потоку, или са прага корита потока, где густина злату омогућава да се концентрише.
Испирање злата рударским судом је најлакша и најбржа техника тражења злата, али није комерцијално одржива за вађење злата из великих лежишта, осим у случају када су трошкови рада врло ниски или су трагови злата значајни. Испирање злата рударским судом се често продаје као туристичка атракција на бившим златним пољима. Пре него што се примене велике методе производње, мора се идентификовати нови извор и испирање злата рударским судом је корисно за идентификацију лежишта злата које се вреднују за процену комерцијалне одрживости.

#### Испираоница
Употреба испирања за екстракцију злата из лежишта дуго је била врло уобичајена пракса у истраживању и откопавању малих размера. Испираоница је у основи канал сачињен од људи са алаткама постављеним на дну. Алатке су дизајниране да стварају мртве зоне у току како би се омогућило испуштање злата из суспензије. Кутија испираонице се поставља у водени ток да би се каналисао проток воде. Материјал који носи злато је постављен на врху кутије. Материјал се преноси воденом струјом кроз кутију испираонице где се злато и други густи материјали таложе иза алатки. Из кутије излази материјал мање густине под називом јаловина .
Веће комерцијалне рударске операције користе испираонице са ротирајућим бубњевима за уклањање већих количина алувијалних материјала као што су песак и шљунак, пре него што се златоносни остатак концентрише у запорници. Ове операције обично укључују дизелску опрему, укључујући багере,булдожере,утовариваче на точковима и камионе.

#### Jaружање
Иако је метода јаружања у великој мери замењена савременим методама, неки ситни рудари је идаље користе.
Постројења за експлоатацију злата овом методом су машине које плутају на води и обично њима управљају једна или две особе. Постројење се састоји од испираонице са кутијом коју подржавају понтони и за њега је причвршћено усисно црево којим управља рудар који ради испод воде.
Државне дозволе за јаружање одређују сезонски временски период у коме је дозвољена примена ове методе експлоатације и затварање подручја како би се избегло укрштање са временом мриеста рибље популације у том подручју у ком врши експлоатација. Неке државе, попут Монтане, захтевају опсежну процедуру издавања дозвола, укључујући дозволе инжењерског корпуса САД, одељења за квалитет животне средине у Монтани и локалних одбора за квалитет воде у округу у ком се брши јаружање.
Постоје и велика постројења за јаружање (100 коњских снага (75 kW) и пречиком усисне цеви од 250 мм (10 инча)) која се користе и у комерцијалној есплоатацији широм света. Мање машине за јаружање имају попречни пресек усисне цеви од 50 до 100 милиметара (2 до 4 инча) користе се за узорковање подручја иза балвана и дуж потенцијалних места, све док се не појави „боја“ (злато).
Остале операције јаружања у већем обиму се изводе на шљунковитим теренима који су изложени сезонским водама. Ове операције обично користе копнени багер за храњење испираонице која плута у привременом језерцету. Златоносни шљунак се ископава испред плутајућег постројења багером сипа у испираоницу и прерађен у виду јаловине се депонује иза постројења постопено попуњавајући подводне рупе из постројења како цела операција иде напред. Ову врсту вађења злата карактерише ниска цена рада, пошто се свака стена премешта само једном. Такође има мали утицај на животну средину, јер није потребно уклањање вегетације или јаловине, а сва процесна вода се у потпуности рециклира. Такве операције су типичне на Јужном острву Новог Зеланда и у области Клондике у Канади.

#### Роцкер кутија
Назива се и колиевком,користи алатке смештене у кутији са високим зидовима да би заробио злато на сличан начин као и запорна кутија. Роцкер кутија користи мање воде него запорна кутија и добро је погодна за подручја у којима је вода ограничена. Поставка кутије омогућава кретање воде неопходно за гравитационо одвајање злата.

### Подземна експлоатација злата
Подземна експлоатација је начин вађења злата смештеног у стени, за разлику од површинске експлоатације која злато вади у виду фрагмената у растреситом седименту и даје већину светског злата. Понекад се користи минирање на отвореном, попут oног на руднику Форт Нок у централној Аљасци. Барикс Голд кoрпорација има један од највећих рудника злата на отвореном у Северној Америци који се налази на њеном имању Голдстрајк у североисточној Невади. Остали рудници злата користе подземно копање, где се руда извлачи кроз тунеле или рударска окна. Јужна Африка има најдубљи рудник тврдог каменог злата на свету дубоког  3.900 m (12.800 ft). На таквим дубинама топлота је неподношљива за људе, а климатизација је потребна за сигурност радника. Први такав рудник који је добио климатизацију био је Робинсон Дип, у то време најдубљи рудник на свету за било који минерал.

### Екстракција злата из нус-производа
Злато се такође производи рударством у којем није главни производ. Велики рудници бакра, попут рудника Бингхам Кањон у Јути, често производе знатне количине злата и других метала заједно са бакром. Неке јаме песка и шљунка, попут оних у Денверу, у држави Колорадо, могу да исцрпе мале количине злата током својих операција. Највећи рудник који производи злато као секундарну сировину у свету, рудник Грасберг у Папуи у Индонезији, који је првенствено рудник бакра.
Скромна количина племенитог метала нуспроизвод је производње натријума.

## Прерада златне руде
У повшинским рудницима златна руда се одваја гравитационим одвајањем. За одвајање златне руде у подземним или стенским руднцима обично се користе друге методе.

### Процес екстракције злата помоћу цијанида
Цијанидна екстракција злата може се користити у областима где се налазе ситни прах који носи злато. Раствор натријум-цијанида се помеша са ситно млевеном стеном за коју је доказано да садржи злато, а затим се издбаја као раствор цијанида и злата. Цинк се додаје у талог сребра и злата. Цинк се касније уклања сумпорном киселином, остављајући талог сребра или злата који се доставља у рафинерију метала ради завршне прераде у 99,9999% чистиг метала.
Напредовање у 1970-има видело је употребу активног угља који се користио за вађење злата из раствора лужи. Злато се апсорбује у порозну матрицу угљеника. Активирани угљен има толико унутрашње површине  да му петнаест грама има еквивалентну површину терена за крикет у Мелбурну ( 18.100 m2 (195.000 sq ft)     ). Злато се може уклонити из угљеника помоћу јаког раствора каустичне соде и цијанида, процеса познатог као елуција. Злато се затим електронски обрађује на челичну вуну. Уместо активног угља могу се користити и специфичне смоле за злато, или где је потребно селективно одвајање злата од бакра или других растворених метала.
Последњих година високо је развијена техника растварања алкалним цијанидом. Посебно је погодан за прераду злата ниске класе и сребрене руде (нпр. Мање од 5 ппм злата), али његова употреба није ограничена на такве руде. Много је опасности по животну средину повезано са овом методом екстракције, највећим делом услед високе акутне токсичности цијанидних једињења. Главни пример ове опасности показан је изливањем цијанида Баиа Маре из 2000. године, када је био прекид у раду бране у рибњаку у постројењу за прераду минског отпада у близини Баиа Маре у северној Румунији отпуштно је око 100.000 m3 (3.500.000 cu ft) отпадне воде контаминиране муљем тешких метала и до 120 long tons (122 t) цијанида у реку Тису . Као посљедица тога, већина земаља сада има строге прописе за цијанид,биљке данас представљају посебан корак уништавања цијанида прије него што испусте цијанидну јаловину у складишта.

### Процес екстракције помоћу живе
У историји, жива се интензивно користила код ископавања злата како би се формирао амалгам живе-злата са мањим честицама злата и на тај начин повећао стопу eкстракције злата. Употреба живе у великом обиму зауставила се 1960-их. Међутим, жива се још увек користи у занатском и ситном експлоатисању злата (АСГМ), често тајно. Процјењује се да није пронађено 45.000 метричких тона живе који се у Калифорнији користили у екстракцији злата.

## Посао

### Мале операције
Док највећи део злата производе велике корпорације, десетине хиљада људи раде самостално у мањим рудницима, у неким случајевима илегално. На пример, у Гани се процењује да се та бројка креће од 20.000 до 50.000. У суседним франкофонским земљама такве раднике зову орпаилери . У Бразилу се такви радници називају гаримпеирос .
Висок ризик таквих подухвата примећен је у урушавању илегалног руднике у Домпоаси, регион Ашанти, Гана, 12. новембра 2009. године, када је погинуло 18 радника, укључујући 13 жена. Многе жене раде у таквим рудницима као носачи. Била је то најгора рударска катастрофа у историји Гане.
Да би се максимизирало вађење злата, жива се често користи за екстракцију метала. Злато се производи варењем живе из амалгама. Жива је ефикасна у извлачењу веома ситних златних честица, али поступак је опасан због токсичности гасова живе.
Нарочито након што је ратификована Конвенција из Минамате, постоје иницијативе за замену или смањење употребе и емисије живе при вађењу злата.
Барик Голд, Голдкорп, Њумонт Мајнинг Корпорација, Њукрест Мајнинг и АнглоГолд Ашанти су пет највећих светских компанија за ископавање злата по тржишној капитализацији у 2008. години.

## Нежељени ефекти
Ископавање злата може значајно изменити природно окружење. На пример, активности ископавања злата у тропским шумама све више изазивају крчење шума дуж река и у удаљеним подручјима која су богата биолошком разноликошћу. Остали утицаји експлоатације злата, посебно у воденим системима експлоатације са заосталим цијанидом или живом (који се користе у извлачењу злата из руде), могу бити врло токсични за људе и дивље животиње чак и у релативно ниским концентрацијама.
Међутим, постоје јасни потези многих у невладиној организационој заједници да охрабре еколошки прихватљивије и одрживије пословне праксе у рударској индустрији. Примарни начин да се то постигне кроз промоцију такозваног 'чистог' или 'етичког' злата. Циљ је да се сви крајњи корисници / трговци на мало злата придржавају сета принципа који подстичу одрживо копање. Кампање попут „Без прљавог злата“  покрећу поруку да је рударска индустрија штетна (из горенаведених разлога), па ју је потребно очистити. Такође, невладине организације позивају индустрију и потрошаче да купују одрживо произведено злато. Хуман Ригхтс Ватцх припремио је извештај  који описује неке изазове са којима се глобално суочавају, напомињући да: „Хиљаде деце на Филипинима свакодневно ризикују животе копајући злато. Деца раде у нестабилним јама дубоким 25 метара која би се у сваком тренутку могла срушити. Ископавају злато под водом, уз обалу или у рекама, са цевима за ваздух у устима. Они такође обрађују злато живом, токсичним металом, ризикујући неповратну штету по здравље од тровања живом. " Упоредо са многим другим извештајима и чланцима, то је утицало на подстицање малопродаје и индустријских тела да крену ка одрживом злату. Заправо, Светска конфедерација накита инсистира на томе да учини све што је у њеној моћи да „обезбеди одрживу и одговорну индустрију накита“. „Profile – CIBJO – the World Jewellery Confederation”. Архивирано из оригинала 03. 06. 2020. г. Исто тако, употреба злата Фаиртраде расте; са предузећима која прелазе на или бар нуде ову опцију на малопродајном и велепродајном нивоу.

## Безбедност

### Бука
У Сједињеним Државама, Управа за сигурност и здравље рудара (МСХА) поставила је границе изложености буци за оне у рударској индустрији. Ове смернице за изложеност буци наводе да је „Дозвољени ниво изложености“ (ПЕЛ) буке 90 дБА као 8-сатни просек радног времена. Рудници у којима је током смене бука у просеку најмање 85 дБА спадају у „Акциони ниво“ у којем су радници са изложеношћу већом од тог нивоа смештени у програм заштите слуха. Национални институт за заштиту на раду (НИОСХ) испитао је изложеност буци радника рудника злата. Једно истраживање је открило да су радници из рудника злата били изложени буци у распону од 165-261% од прописаног нивоа од стране МСХА ПЕЛ. Оператори за теретне камионе, теретна возила са шасијом, погонске бушилице представљају занимања са највећом изложеношћу буци у рудницима злата.

#### Златне грознице:

##### *Сједињене Америчке Државе:
**Златна грузница Џорџији
**Калифорнијска златна грозница (1848–1855)
**Златна грозница у Пајкс Пику (1858–1860)
**Златна грозница у Холкомб долини (1860s)

##### *Британски Комонвелт:
**Аустралијске златне грознице (1850s)
***Викторијанска златна грозница (1851–1860s)
**Златна грозница Фрејсер кањона (late 1850s), Canada
** Витватерсрандска златна грозница  (1880s), South Africa
**Златна грозница у Клондајку (1896–1899), Canada
**Златна грозница централног Отага (1860s), New Zealand